# Listă de sindicate din România
Aceasta este o listă de sindicate din România:
- Consiliul Economic și Social
- Federația Națională a Sindicatelor din Agricultură, Alimentație, Tutun, Domenii și Servicii Conexe — Agrostar
- Blocul Național Sindical
- Federația PUBLISIND
- [[Sindicatul EUROPOL]

- CNS „Cartel Alfa”
- CNSLR-Frăția
- Confederația Sindicală Națională Meridian
- Confederația Sindicatelor Democratice din România
- Federația Sindicatelor Democratice din România (F.S.D.R.)[1]
- Sindicatul Democratic al Polițiștilor SIDEPOL[2]
- Federația Națională a Sindicatelor din Administrație
- Publisind

- Sindicatul Național al Funcționarilor Publici — SNFP Arhivat în 10 februarie 2010, la Wayback Machine.
- Federația Națională a Sindicatelor din Administrație — FNSA
- Alianța Națională a Sindicatelor Bugetarilor — „SED LEX”
- Federatia Nationala a Sindicatelor din Politie SED LEX-SEDLEX Arhivat în 11 iulie 2011, la Wayback Machine.
- Federația Națională Sindicală Alma Mater — www.almamater.ro
- Federația Sindicatelor din Comerț — FSC Arhivat în 23 aprilie 2021, la Wayback Machine.. Membrii FSC:
  - Sindicatul National Realitatea (Real)
  - Sindicatul Salariatilor Carrefour Romania — https://sindicatulcarrefour.ro/
  - Sindicatul National Selgros
  - Sindicatul National Solidaritatea (Metro)
  - Compania De Librarii Bucuresti
  - Sindicatul Pepsi Romania
  - Bucur Obor Bucuresti
  - Icrti Iasi
  - Sindicatul Judetean al Lucratorilor din Comert, Turism, Servicii Valcea
  - Alimrom Cluj
  - Bucur ICRA Bucuresti
  - Alimentara Targoviste
  - Mercur Craiova
  - Arta Culinara Cluj
  - Sindicatul Judetean al Lucratorilor din Comert, Turism, Servicii Timis
  - Crisu Supermarket Oradea
  - Corimex Craiova
  - Sindicatul National Neo
- Federația Sindicatelor Libere din Învățământ — FSLI
- Federația Educației Naționale — FEN
- Federația Solidaritatea Sanitară din România — www.solidaritatea-sanitara.ro - comunitate.solidaritatea-sanitara.ro Arhivat în 24 ianuarie 2014, la Wayback Machine.
- Federația SANITAS [3]
- Federația Română a Jurnaliștilor — MediaSind
- Federația Sindicatelor din Asigurări și Bănci — FSAB
- Federația Mecanicilor de Locomotivă — FML
- Federația Națională a Sindicatelor din Industria Alimentară — SindAlimenta. Membri:
  - Sindicatul Liber Ursus Buzău
  - Sindicatul Liber Aurora Brașov
  - Sindicatul Independent Bergenbier Ploiești
  - Sindicatul Liber Bermas Suceava
  - Sindicatul Liber Independent BERE Craiova
  - Sindicatul Liber Pepsi România
  - Sindicatul Liber Coca-Cola HBC România
  - Sindicatul Liber Auchan - SLA
- Federația Națională a Sindicatelor Portuare
- Federația Petrom - www.fslipetrom.ro
- Liga Sindicatelor Miniere Valea Jiului
- Sindicatul Național al Polițiștilor și Personalului Contractual - SNPPC
- Uniunea Sindicatelor Libere din Metrou — USLM
- Confederația Sindicatelor Miniere din România - CSMR -

Uniunea Sindicatelor Asistentilor Medicali din Serviciile de Ambulanta - UNSAMSA